# لئونیداس سابانیس
لئونیداس سابانیس (یونانی: Λεωνίδας Σαμπάνης؛ زادهٔ ۲۸ اکتبر ۱۹۷۱) وزنه‌بردار اهل آلبانی-یونان بود.
وی در مسابقات کشوری و بین‌المللی در مجموع برندهٔ ۴ مدال طلا، ۶ مدال نقره، ۱ مدال برنز شده‌است.